# Chapán

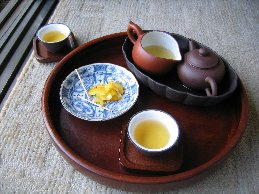
Chapán de madera

Los chapán, también conocidos como bandejas de té chino, botes de té o mares de té,[cita requerida] son piezas utilizadas para colocar utensilios de té, siendo usadas en la mayoría de las veces para almacenar los residuos derramados en las ceremonias de té.[cita requerida]

## Forma y utilidad
La forma del chapán puede redonda, cuadrada u otra, y los materiales usados para su fabricación varían entre madera, bambú, cerámica, piedra, etc. El ritual de la ceremonia del té establece que el chapán utilizado para colocar la taza de té debe ser lo suficientemente ancho para acomodar la taza, su fondo debe ser plano y el borde poco profundo.
El chapán es una bandeja de té de triple capa, similarmente a algunas teteras. Cuando no se utiliza para servir té durante la ceremonia, la capa intermedia sirve además para almacenar los juegos de té, mientras que la capa inferior almacena las aguas residuales. A su vez, la capa superior también se considera una bandeja, donde se pueden colocar utensilios de té.  
Algunos chapán tienen tubos para drenar el líquido derramado, usados comúnmente en el método de preparación húmeda. En cambio, en el método de preparación en seco, que surgió en Taiwán en la década de 1980, el paño de mesa usado en la ceremonia se empleaba principalmente en lugar de la bandeja de té, mientras que la tetera era utilizada para almacenar las aguas residuales.

## Atlas

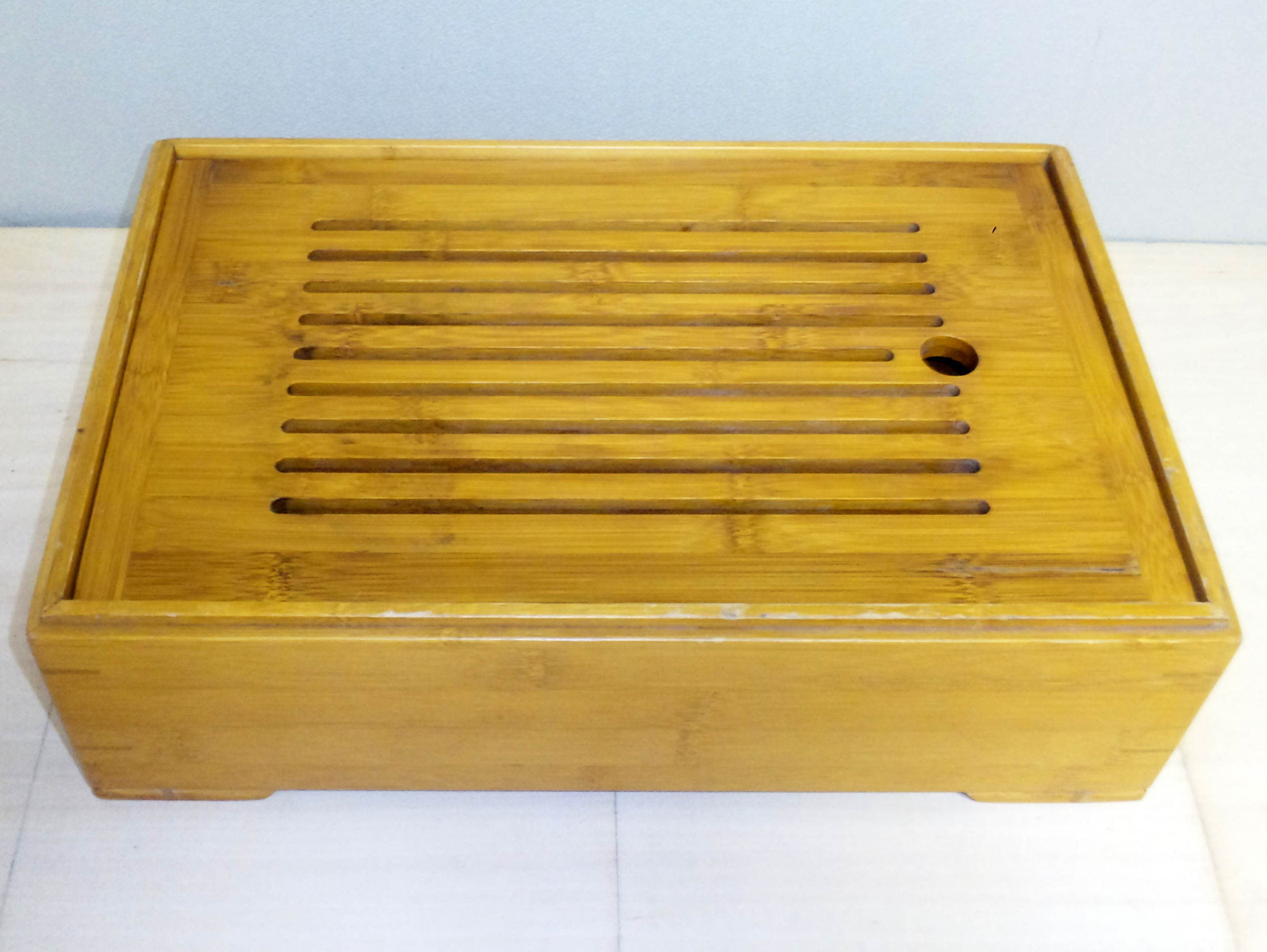
Un chapán de bambú de capa doble
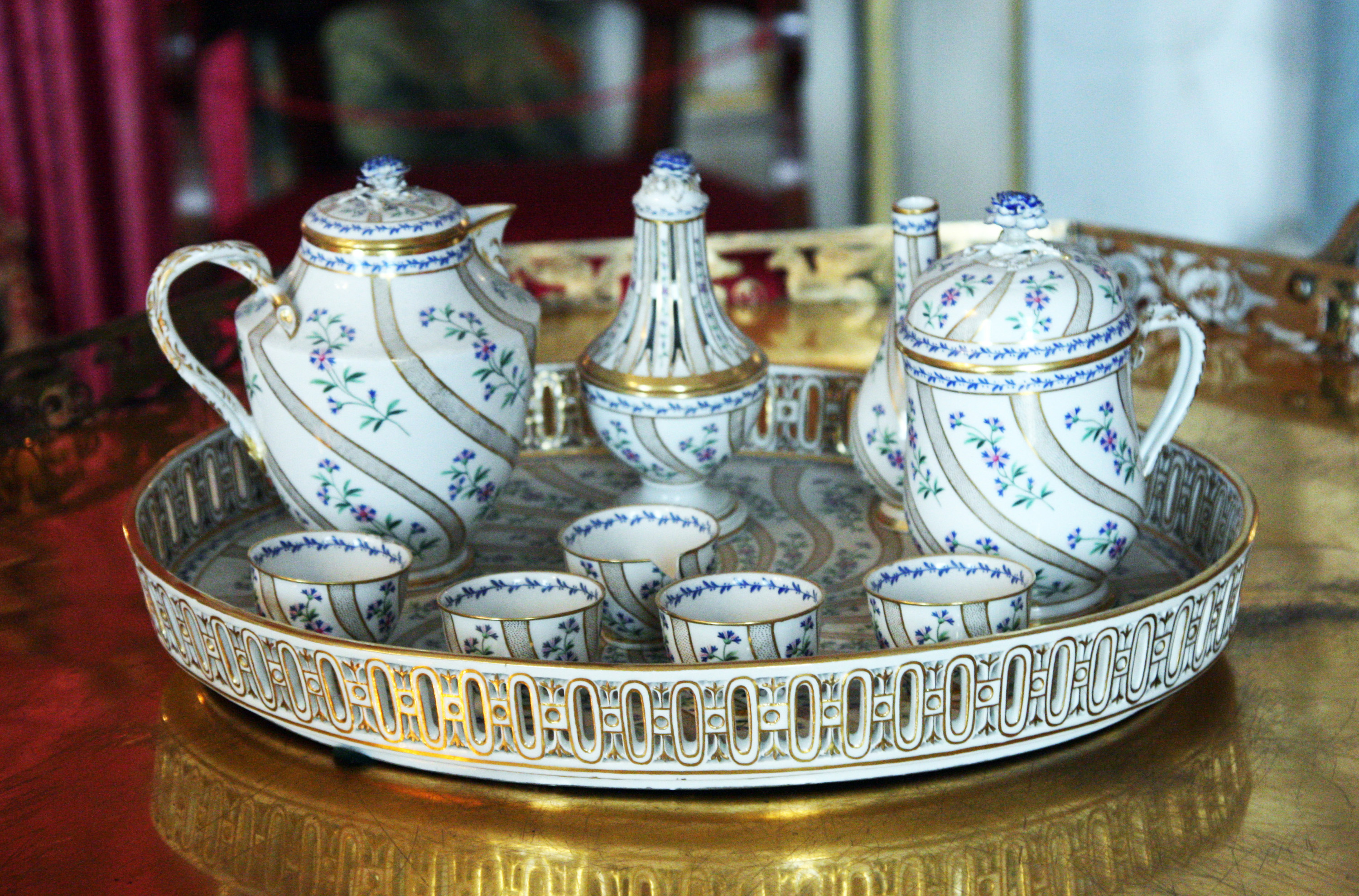
Juego de té inglés con un chapán redondo
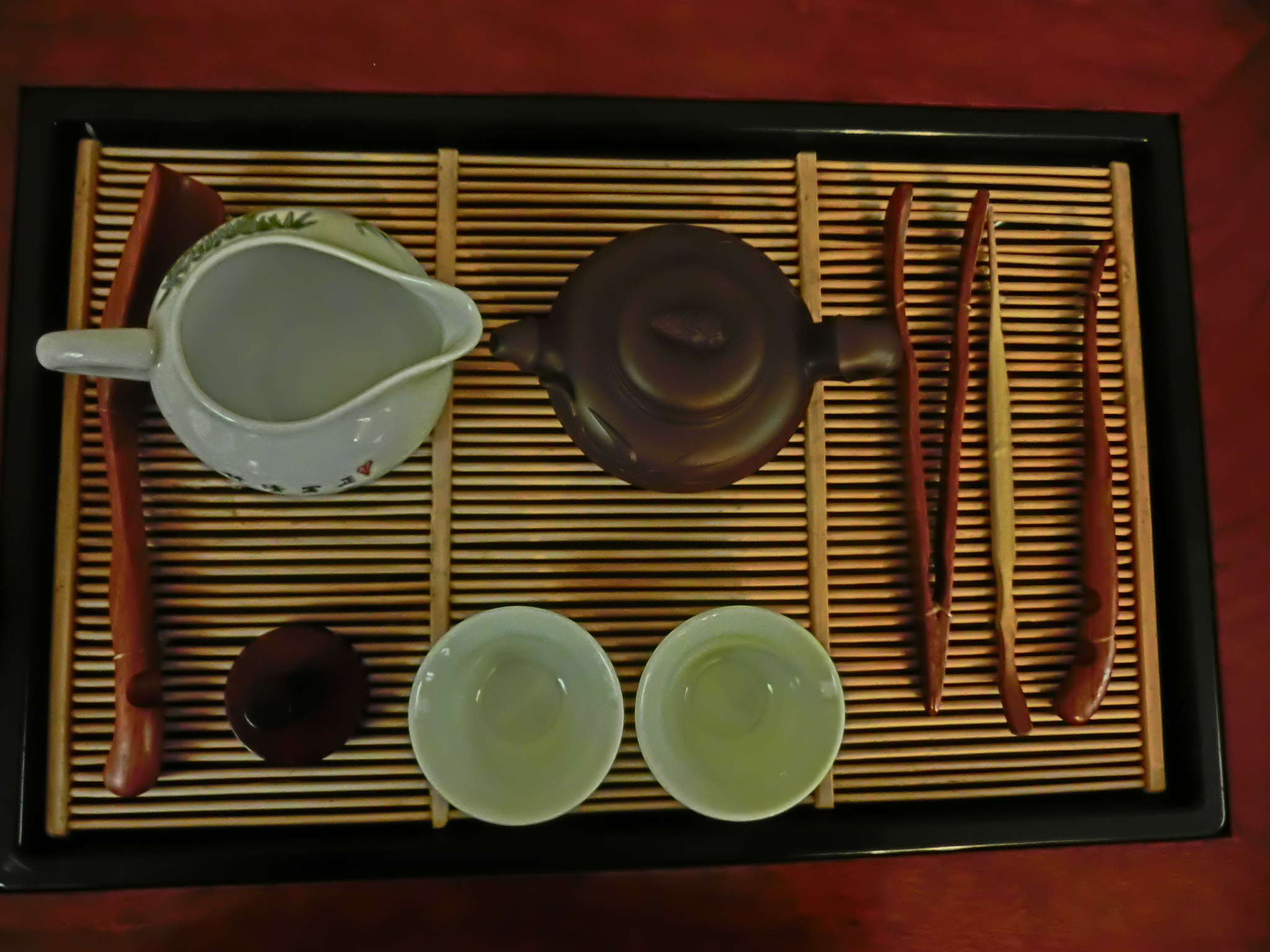
Un chapán de bambú con utensilios de té
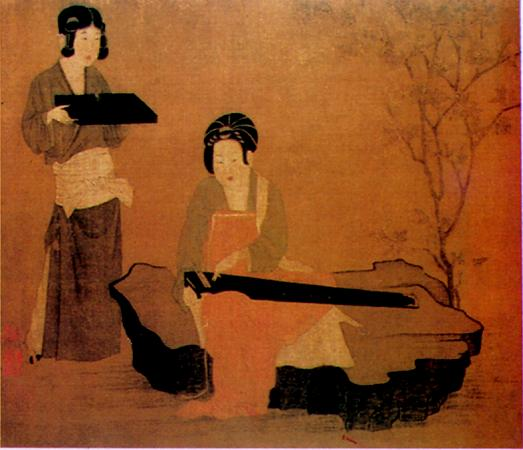
Un chapán en pintura china, por Tang Zhoufang
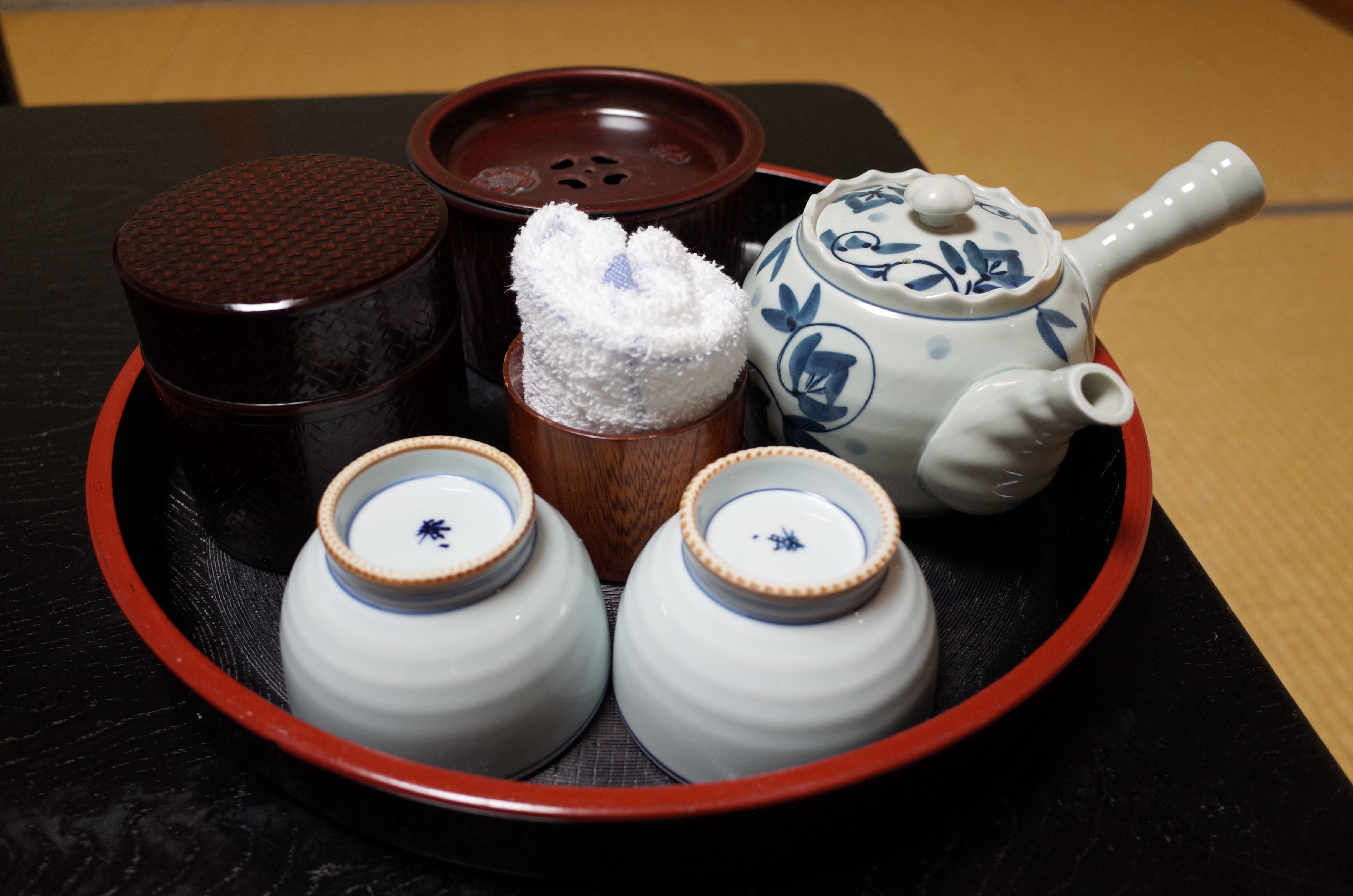
Un chapán lacado japonés con un juego de té
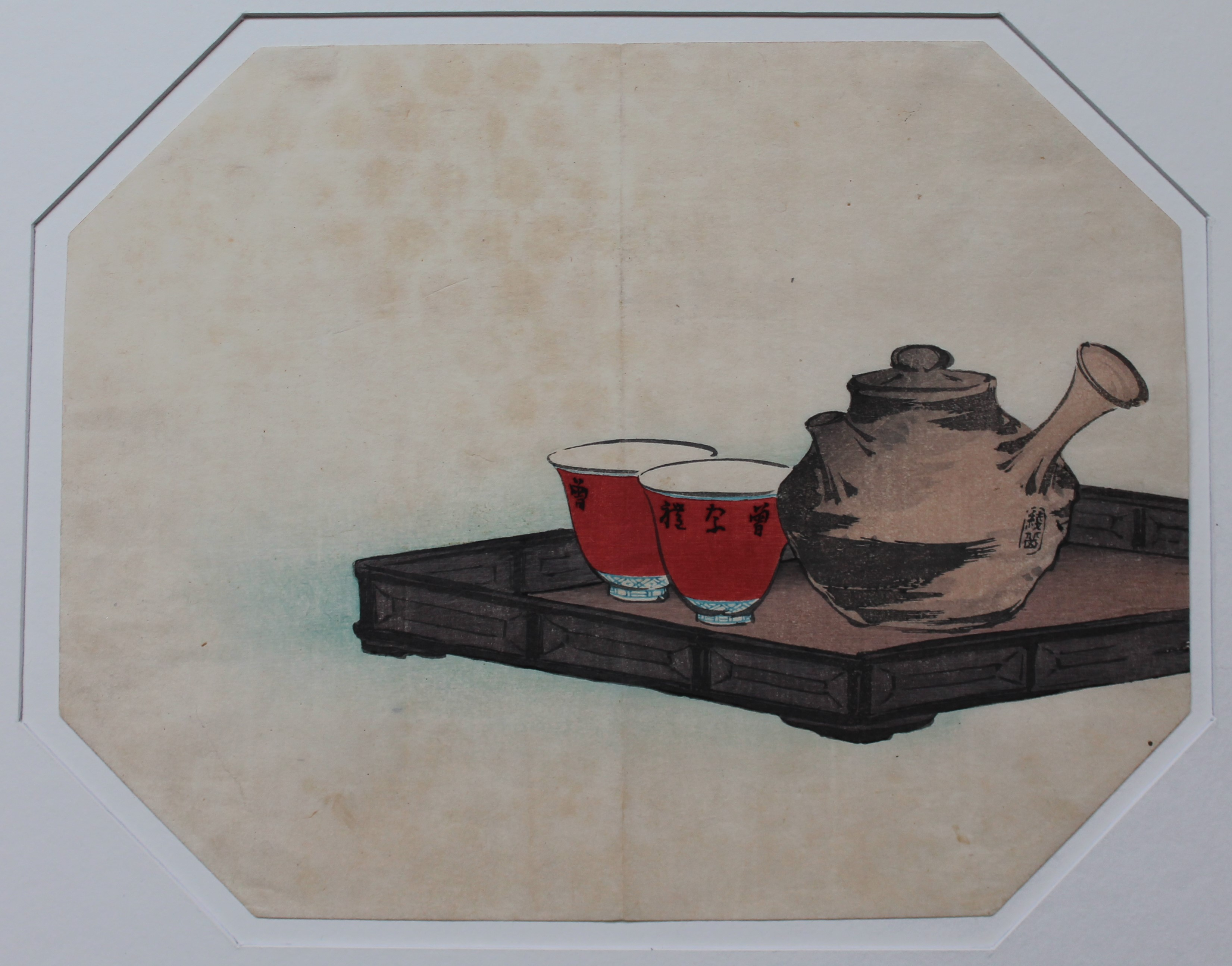
Un chapán con estampado japonés
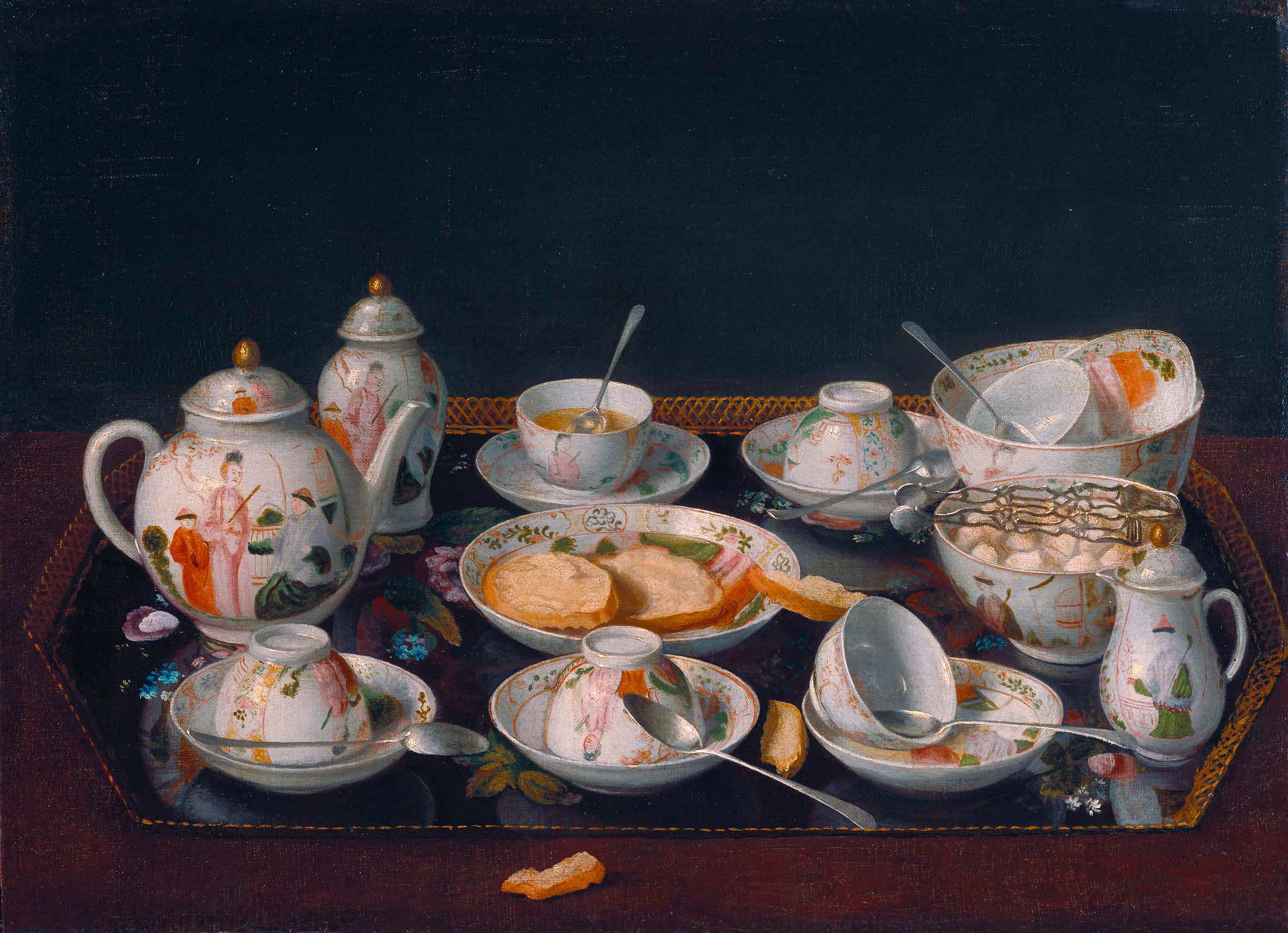
Bodegón: juego de té: Un chapán en pintura al óleo europea, de Jean-Étienne Liotard
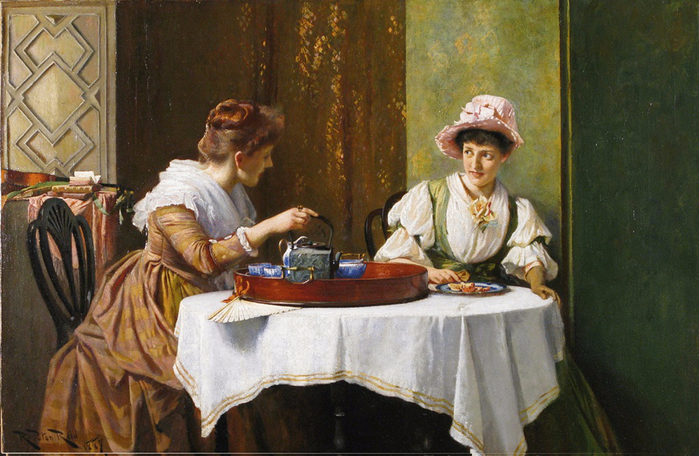
Little Tea and Gossip: pintura al óleo europea, de Robert Payton Reid